# Brassic
Brassic ist eine britische Comedyserie des Pay-TV-Senders Sky One, die erstmals am 22. August 2019 veröffentlicht wurde. Die deutschsprachige Erstveröffentlichung erfolgte am 25. Dezember 2019 bei Joyn. Bereits vor Veröffentlichung der ersten Staffel wurde die Serie um eine zweite Staffel verlängert, die ab dem 7. Mai 2020 ausgestrahlt wurde. Die Serie wurde vor der Veröffentlichung der zweiten Staffel um eine dritte Staffel verlängert.
Die Serie handelt von Vinnie und seinen Freunden, die in dem ländlichen Vorort Hawley in Lancashire, Nordengland leben. Die Gruppe aus der Arbeiterklasse begeht Verbrechen, um an Geld zu gelangen. Dabei haben sie jeweils eigene Zukunftssorgen. So kämpft Vinnie mit einer bipolaren Störung. Erin wiederum möchte mit Dylan und ihrem Sohn ein neues Leben beginnen.

## Besetzung und Synchronisation
Die deutsche Synchronisation entsteht unter der Dialogregie von Daniel Faltin mit den Dialogbücher von Barbara Bayer-Schur bei der Berliner Synchron in Berlin.
| Figur         | Darsteller      | Deutscher Sprecher | Episoden  |
| ------------- | --------------- | ------------------ | --------- |
| Vinnie        | Joseph Gilgun   | Asad Schwarz       | 1–        |
| Erin          | Michelle Keegan | Lydia Morgenstern  | 1–        |
| Dylan         | Damien Molony   | Jeremias Koschorz  | 1–        |
| Ash           | Aaron Heffernan | Nick Forsberg      | 1–        |
| Cardi         | Tom Hanson      | Leonhard Mahlich   | 1–        |
| Tommo         | Ryan Sampson    | Florian Clyde      | 1–        |
| JJ            | Parth Thakerar  | David Turba        | 1–        |
| Kath          | Ruth Sheen      | Christin Marquitan | 1–        |
| Jim           | Steve Evets     | Jan Spitzer        | 1–3, 5–6  |
| Tyler         | Jude Riordan    | Nikita Steinert    | 1–4, 6    |
| Dr. Chris Cox | Dominic West    | Leon Boden         | 1–5       |
| Jake          | Anthony Welsh   | Kaze Uzumaki       | 1–2, 4, 6 |
| Specky Sid    | Tony Nyland     | Hans Hohlbein      | 1–3, 6    |
| Vinnies Vater | Tim Dantay      | Gerald Schaale     | 1–3, 6    |

## Episodenliste

### Staffel 1
Die Erstveröffentlichung fand vom 22. August bis zum 19. September 2019 auf Sky One statt. Die deutschsprachige Erstveröffentlichung aller sechs Folgen erfolgte am 25. Dezember 2019 bei Joyn.
| Nr. (ges.) | Nr. (St.) | Deutscher Titel | Originaltitel | Erstausstrahlung UK | Deutschsprachige Erstveröffentlichung (Deutschland) | Regie         | Drehbuch           |
| ---------- | --------- | --------------- | ------------- | ------------------- | --------------------------------------------------- | ------------- | ------------------ |
| 1          | 1         | Folge 1         | Episode 1     | 22. Aug. 2019       | 25. Dez. 2019                                       | Daniel O’Hara | Danny Brocklehurst |
| 2          | 2         | Folge 2         | Episode 2     | 22. Aug. 2019       | 25. Dez. 2019                                       | Daniel O’Hara | Danny Brocklehurst |
| 3          | 3         | Folge 3         | Episode 3     | 29. Aug. 2019       | 25. Dez. 2019                                       | Daniel O’Hara | Danny Brocklehurst |
| 4          | 4         | Folge 4         | Episode 4     | 5. Sep. 2019        | 25. Dez. 2019                                       | Jon Wright    | Danny Brocklehurst |
| 5          | 5         | Folge 5         | Episode 5     | 12. Sep. 2019       | 25. Dez. 2019                                       | Jon Wright    | Alex Ganley        |
| 6          | 6         | Folge 6         | Episode 6     | 19. Sep. 2019       | 25. Dez. 2019                                       | Jon Wright    | Danny Brocklehurst |

### Staffel 2
Die Erstveröffentlichung fand vom 7. Mai bis zum 11. Juni 2020 auf Sky One statt. Eine deutschsprachige Erstveröffentlichung erfolgte bisher nicht.
| Nr. (ges.) | Nr. (St.) | Deutscher Titel | Originaltitel | Erstausstrahlung UK | Deutschsprachige Erstveröffentlichung (–) | Regie          | Drehbuch           |
| ---------- | --------- | --------------- | ------------- | ------------------- | ----------------------------------------- | -------------- | ------------------ |
| 7          | 1         | Folge 1         | Episode 1     | 7. Mai 2020         | –                                         | Saul Metzstein | Danny Brocklehurst |
| 8          | 2         | Folge 2         | Episode 2     | 14. Mai 2020        | –                                         | Saul Metzstein | Danny Brocklehurst |
| 9          | 3         | Folge 3         | Episode 3     | 21. Mai 2020        | –                                         | Saul Metzstein | Danny Brocklehurst |
| 10         | 4         | Folge 4         | Episode 4     | 28. Mai 2020        | –                                         | Jon Wright     | Danny Brocklehurst |
| 11         | 5         | Folge 5         | Episode 5     | 4. Juni 2020        | –                                         | Jon Wright     | Danny Brocklehurst |
| 12         | 6         | Folge 6         | Episode 6     | 11. Juni 2020       | –                                         | Jon Wright     | Danny Brocklehurst |

## Auszeichnung
- Writers’ Guild of Great Britain Awards
  - 2020: Auszeichnung in der Kategorie Best TV Situation Comedy[5]
- Broadcasting Press Guild Awards
  - 2020: Nominierung in der Kategorie Best Comedy[6]
- TV Choice Awards
  - 2020: Nominierung in der Kategorie Best Comedy